# Campionati del mondo di ciclismo su strada 2000 - Gara in linea maschile Elite
La gara in linea maschile Elite dei Campionati del mondo di ciclismo su strada 2000 è stata corsa il 15 ottobre 2000 in Francia, nei dintorni di Plouay, su un percorso di 14,15 km da ripetere 19 volte, per un totale di 268,9 km. La gara fu vinta dal lettone Romāns Vainšteins con il tempo di 6h15'28" alla media di 42,97 km/h, completarono il podio il polacco Zbigniew Spruch e lo spagnolo Óscar Freire terzo.
Partenza con 156 ciclisti, dei quali 109 completarono la gara.

## Squadre e corridori partecipanti
| N.      | Cod. | Squadra     |
| ------- | ---- | ----------- |
| 1-12    | ESP  | Spagna      |
| 13-24   | SUI  | Svizzera    |
| 25-36   | FRA  | Francia     |
| 37-48   | ITA  | Italia      |
| 49-52   | USA  | Stati Uniti |
| 53-64   | BEL  | Belgio      |
| 65-74   | DEU  | Germania    |
| 75-81   | RUS  | Russia      |
| 82-92   | DEN  | Danimarca   |
| 93-104  | NED  | Paesi Bassi |
| 105-112 | POL  | Polonia     |
| 113     | LTU  | Lituania    |
| 114-116 | LAT  | Lettonia    |
| 117-121 | SWE  | Svezia      |
| 122-123 | SVN  | Slovenia    |

| N.      | Cod. | Squadra         |
| ------- | ---- | --------------- |
| 124-125 | EST  | Estonia         |
| 126-127 | NOR  | Norvegia        |
| 128     | CRO  | Croazia         |
| 129-130 | MDA  | Moldova         |
| 131-133 | UKR  | Ukraina         |
| 134-137 | AUT  | Austria         |
| 138-140 | CZE  | Repubblica Ceca |
| 141     | HKG  | Hong Kong       |
| 142     | LUX  | Lussemburgo     |
| 143-146 | KAZ  | Kazakhistan     |
| 147     | RSA  | Sud Africa      |
| 148-149 | NZL  | Nuova Zelanda   |
| 150-153 | AUS  | Australia       |
| 154-155 | CAN  | Canada          |
| 156-158 | GBR  | Gran Bretagna   |

## Ordine d'arrivo (Top 10)
| Pos. | Corridore            | Squadra     | Tempo    |
| ---- | -------------------- | ----------- | -------- |
| 1    | Romāns Vainšteins    | Lettonia    | 6h15'28" |
| 2    | Zbigniew Spruch      | Polonia     | s.t.     |
| 3    | Óscar Freire         | Spagna      | s.t.     |
| 4    | Michele Bartoli      | Italia      | s.t.     |
| 5    | Tobias Steinhauser   | Germania    | s.t.     |
| 6    | Niki Aebersold       | Svizzera    | s.t.     |
| 7    | Scott Sunderland     | Australia   | s.t.     |
| 8    | Chann McRae          | Stati Uniti | s.t.     |
| 9    | Paolo Bettini        | Italia      | s.t.     |
| 10   | Francesco Casagrande | Italia      | s.t.     |